# Consenso do pós-guerra
O consenso do pós-guerra, às vezes chamado de compromisso do pós-guerra, foi a ordem económica e o modelo social dos quais os principais partidos políticos da Grã-Bretanha do pós-guerra compartilhavam uma visão de apoio consensual, desde o fim da Segunda Guerra Mundial em 1945 até ao final da década de 1970. Terminou durante o governo da líder do Partido Conservador, Margaret Thatcher. O consenso tolerava ou encorajava a nacionalização, sindicatos fortes, regulamentação pesada, impostos elevados e um amplo estado de bem-estar social.
A noção de um consenso pós-guerra abrangia o apoio a um pacote coerente de políticas que foi desenvolvido na década de 1930 e prometido durante a Segunda Guerra Mundial, centrado numa economia mista, no keynesianismo e num amplo estado de bem-estar social. Os historiadores debateram o momento do enfraquecimento e do colapso do consenso, incluindo se este terminou antes da chegada do thatcherismo com as eleições gerais de 1979. Eles também sugerem que a noção pode não ter sido tão amplamente apoiada quanto alguns afirmam, e que a palavra consenso pode ser imprecisa para descrever o período. O liberalismo incorporado foi aplicado para descrever o consenso do pós-guerra num cenário global, aproximadamente no mesmo período, da Segunda Guerra Mundial à crise da década de 1970, e contrastá-lo com a mudança de paradigma liderada pelo neoliberalismo que se seguiu.

## Origens do consenso do pós-guerra
A tese do consenso do pós-guerra foi mais completamente desenvolvida por Paul Addison. O argumento básico é que, na década de 1930, intelectuais liberais liderados por John Maynard Keynes e William Beveridge desenvolveram uma série de planos que se tornaram especialmente atraentes quando o governo de guerra prometeu uma Grã-Bretanha muito melhor no pós-guerra e viu a necessidade de envolver todos os setores da sociedade.
Os fundamentos do consenso do pós-guerra podem ser rastreados até ao Relatório Beveridge. Este foi um relatório de William Beveridge, um economista liberal que em 1942 formulou o conceito de um estado de bem-estar social mais abrangente na Grã-Bretanha. O relatório, em termos abreviados, visava introduzir uma reforma generalizada no Reino Unido e fê-lo identificando os “cinco gigantes no caminho da reconstrução”: “Carência… Doença, Ignorância, Miséria e Ociosidade”. No relatório foram rotuladas uma série de recomendações: a nomeação de um ministro para controlar todos os planos de seguro; um pagamento semanal padrão para pessoas que trabalham como contribuição para o fundo de seguro; pensões de velhice, auxílio-maternidade, auxílio-funeral, pensões para viúvas e para pessoas feridas no trabalho; um novo serviço nacional de saúde a ser estabelecido.
O consenso do pós-guerra incluía uma crença na economia keynesiana, uma economia mista com a nacionalização das principais indústrias, o estabelecimento do Serviço Nacional de Saúde e a criação do moderno estado de bem-estar social na Grã-Bretanha. As políticas foram instituídas por todos os governos (tanto trabalhistas quanto conservadores) no período pós-guerra. O consenso foi mantido para caracterizar a política britânica até as crises económicas da década de 1970, que levaram ao fim do boom económico do pós-guerra e à ascensão da economia monetarista defendida por Milton Friedman. As raízes da economia de Keynes, no entanto, derivam da crítica à economia da depressão do período entreguerras. O estilo de economia de Keynes encorajou um papel mais ativo do governo, a fim de “gerir a procura global de modo a que houvesse um equilíbrio entre a procura e a produção”. Foi alegado que no período entre 1945 e 1970 (anos de consenso) o desemprego foi em média inferior a 3%, embora a legitimidade de se isso se deveu apenas a Keynes ainda não esteja clara.
A primeira eleição geral desde 1935 foi realizada na Grã-Bretanha em julho de 1945, dando uma vitória esmagadora ao Partido Trabalhista, cujo líder era Clement Attlee. As políticas adotadas e implementadas por este governo trabalhista estabeleceram a base do consenso. O Partido Conservador aceitou muitas dessas mudanças e prometeu não revertê-las na sua Carta Industrial de 1947. Attlee, usando o Relatório Beveridge e a economia de Keynes, expôs os seus planos para o que ficou conhecido como "O Acordo Attlee".

## Nova Zelândia
Fora da Grã-Bretanha, o termo "consenso pós-guerra" é usado para uma era da história política da Nova Zelândia, desde o primeiro governo do Partido Trabalhista da Nova Zelândia na década de 1930 até a eleição de um Partido Trabalhista fundamentalmente alterado em 1984, após anos de governo maioritariamente do Partido Nacional da Nova Zelândia. Assim como no Reino Unido, ele foi construído em torno de um "compromisso histórico" entre as diferentes classes da sociedade: os direitos, a saúde e a segurança do emprego para todos os trabalhadores seriam prometidos pelo governo, em troca da cooperação entre sindicatos e empregadores. Os principais princípios ideológicos dos governos do período eram a política económica keynesiana, o forte intervencionismo, a regulamentação económica e um amplo estado de bem-estar social.